# Okres Šaľa
Šaľa (Hongaars: Vágsellye) is een district (Slowaaks: Okres) in de Slowaakse regio Nitra. De hoofdstad is Šaľa. Het district bestaat uit 1 stad (Slowaaks: Mesto) en 12 gemeenten (Slowaaks: Obec). In 2011 had het district 53.286 inwoners waaronder 16.717 etnische Hongaren (31,4%, zie Hongaarse minderheid in Slowakije).
Bijna de helft van de bevolking woont in de districtshoofdstad Šaľa (23.554 inwoners, 3.333 Hongaren in 2011).
In 5 gemeenten zijn de Slowaken in de meerderheid, in de overige 8 de Hongaren.

## Steden
- Šaľa

## Lijst van gemeenten
Het district bestaat naast de hoofdstad uit de volgende 12 gemeenten:
| - Diakovce - Dlhá nad Váhom - Hájske - Horná Kráľová | - Kráľová nad Váhom - Močenok - Neded - Selice | - Tešedíkovo - Trnovec nad Váhom - Vlčany - Žihárec |

Okres Komárno · Okres Levice · Okres Nitra · Okres Nové Zámky · Okres Šaľa · Okres Topoľčany · Okres Zlaté Moravce